# Mitokondriális Éva

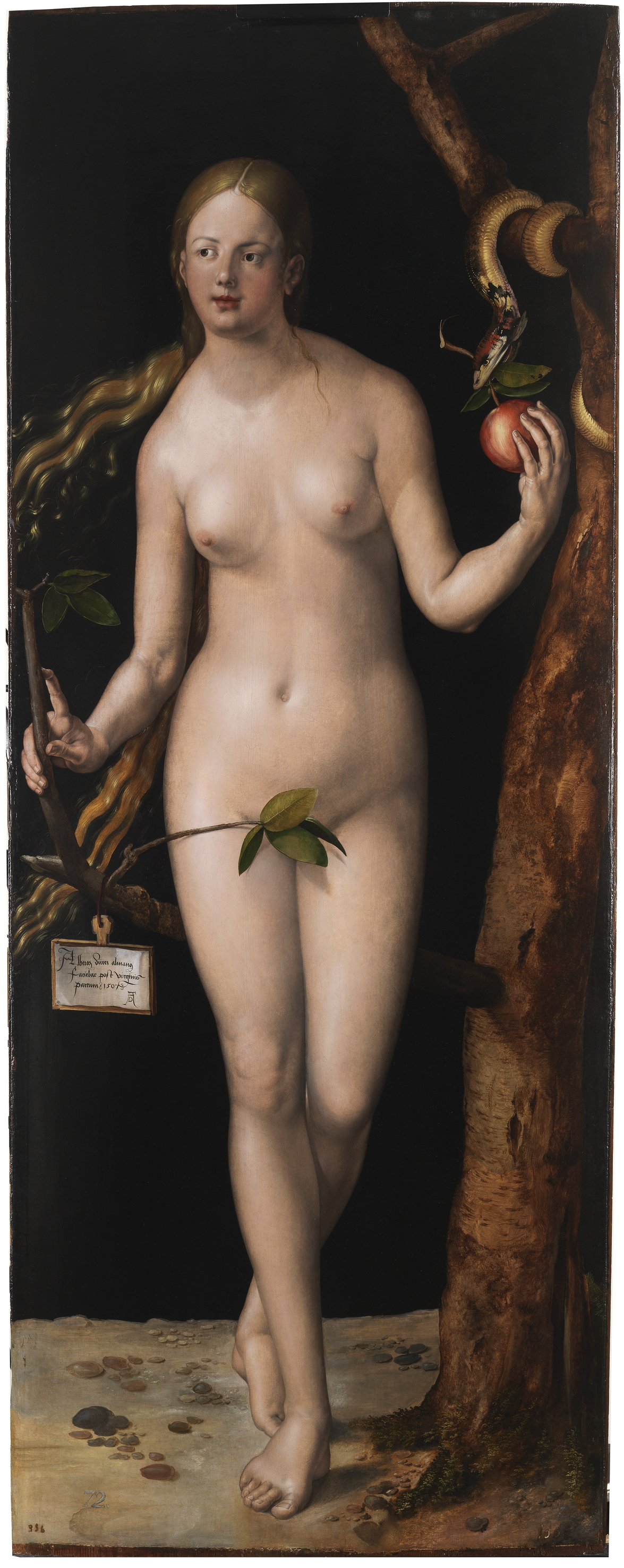
Ez csak egy metafora: a genetika nem bizonyíték – de nem is cáfolat – a teremtéstörténet Évájának létére

Génjeink egy kicsiny hányada nem a sejtjeink sejtmagjában, hanem a mitokondriumokban található. E mitokondriális DNS döntően szinte csak anyai ágon öröklődik, tehát mindnyájan anyánktól, anyai nagyanyánktól, anyai-nagyanyai-dédanyánktól stb. örököltük. Őseink minden generációjában tehát csak egyetlen olyan nő volt, akitől e mitokondriális géneket örökölhettük. Ezzel szemben génjeink túlnyomó többségét természetesen 2 szülőtől, 4 nagyszülőtől, 8 dédszülőtől stb. örököltük.
Nyilvánvalóan lennie kellett olyan „mitokondriális ősanyának”, akinek mitokondriális génjeire visszavezethetők az összes ma élő ember mitokondriális génjei. Egy nő, aki a kizárólag női leszármazási vonalak mentén valamennyi ma élő ember utolsó közös őse. Természetesen a mitokondriális géneket ő is anyjától, anyai nagyanyjától stb. örökölte. Az időben legutolsó olyan nőt, akitől valamennyi ma élő ember kizárólag női ágak mentén (is) származik, Mitokondriális Évának nevezik.
A molekuláris óra technikával végzett összehasonlító vizsgálatok alapján a mitokondriális Éva mintegy 200 ezer évvel ezelőtt, míg más kutatások alapján 99-148 ezer éve élt, valószínűleg Kelet-Afrikában. E becslések a genetikai különbségek kialakulásának átlagos sebességéből, és a kialakult mutációk térbeli szétterjedésének mintázata alapján becsülhetők.

## A fogalom pontos értelmezése

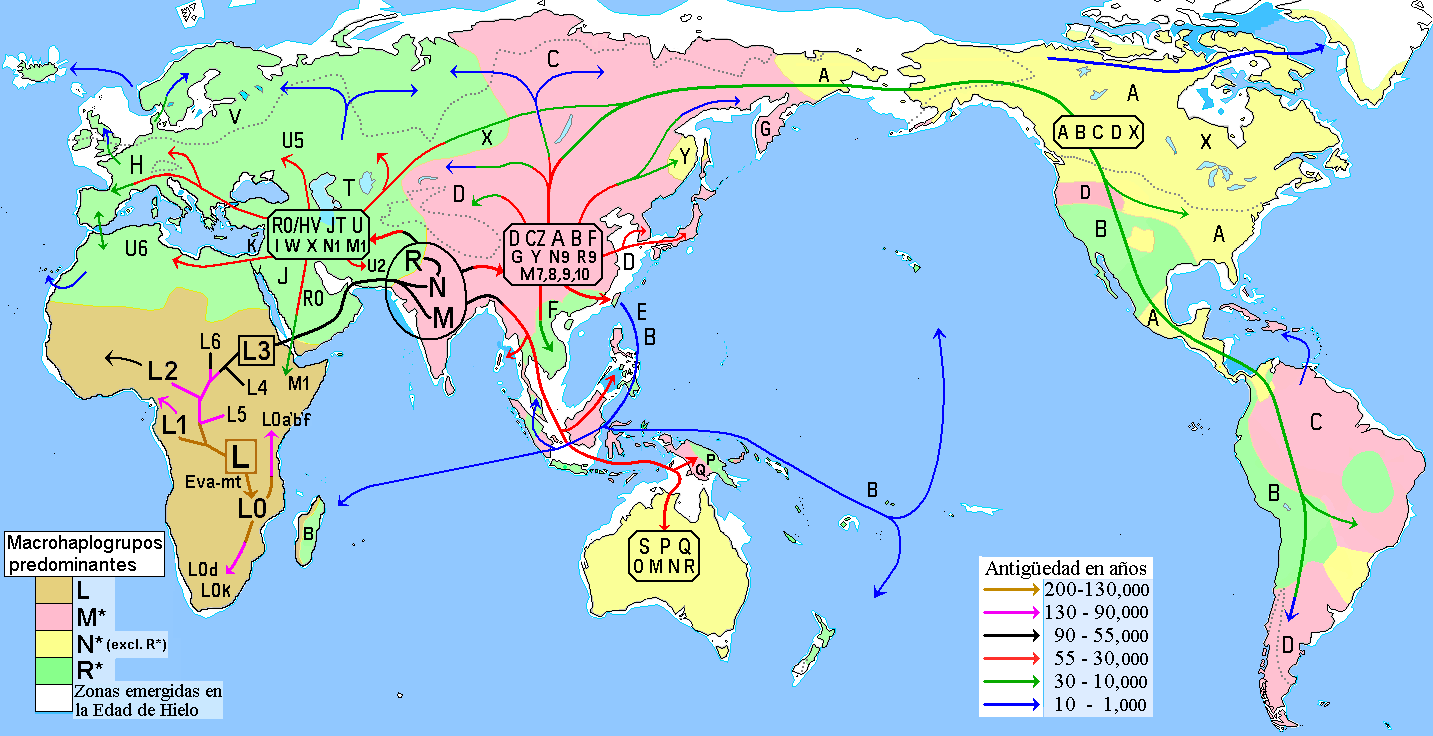
A Föld benépesítésének főbb irányai mitokondriális és Y-kromoszómamarkerek alapján

Bár a bibliai Éváról nevezték el, de a mitokondriális Éva természetesen nem az egyetlen nő volt, aki abban az időben élt. Az emberi fajnak ebben az időben akár 20 000 egyede is élhetett, de közülük egyedül Éva mitokondriális genetikai vonala maradt fent kizárólag nőági leszármazási sor mentén is. Így Éva nemzedékének egyetlen olyan nőnemű egyede, akitől a ma élő egész emberiség kizárólag anyai ágon is származik. Természetesen Évának és utódainak fiai is lehettek, csakhogy azon ágak mentén mitokondriális géneket nem örökölhettünk – de minden más gént igen.
A mitokondriális gének törzsfájának egyes ágai természetesen a jelenben is kihalhatnak, ezért a jelenben élő emberek mitokondriális Évája feltehetőleg nem pontosan ugyanaz a személy, mint aki a korábban élt emberek Évája volt, vagy aki a jóval utánunk következő emberek Évájává fog válni .
Bár a kutatók a lehető legtöbb emberi etnikumból vettek mintákat, de természetesen nem vehettek mintát minden ma élő emberből. Ezért elképzelhető, hogy létezhetnek még a mitokondriális törzsfa ma ismert ágainál régebben kiágazó, de máig fennmaradt ismeretlen ágai. Ebben az esetben Éva korábban élt, mint azt ma feltételezzük.
Lehetséges, hogy nem Éva a legkésőbbi közös ősünk, mivel azonban az ivaros szaporodás során a sejtmag kromoszómáinak DNS-e keveredik, az esetleges későbbi közös ős azonosítása a tudomány mai állása szerint nem lehetséges.
Természetes, hogy egyetlen mitokondriális genetikai vonal kiszorítja az összes többi anyai leszármazási vonalat, és e folyamat különösen a kicsiny populációkban gyorsul fel. Ezért ha Éva jóval nagyobb népességben élt volna, akkor valószínűtlen volna, hogy az összes ma élő ember tisztán női leszármazási vonalon kapcsolódna hozzá. Definíció szerint ekkor is volna Mitokondriális Évánk, csak egy sokkal korábbi korszakból.

## Téves értelmezés
A média gyakran szenzációként tálalja, hogy „genetikusok bizonyítékot találtak arra, hogy az emberiség egyetlen ősanyától származik.” A hír a mitokondriális Éva fogalmának meg nem értésén, félreértésén alapszik.

## Y-kromoszóma Ádámhoz való viszonya
Genetikai kódunk egy másik kis részlete, az Y-kromoszóma viszont kizárólag apáról fiúra öröklődik, ezt a női test nem hordozza. Mivel minden fiúnak értelemszerűen csak egy apja, egyetlen apai nagyapja, egyetlen apai nagyapai dédapja stb. lehet, ezért az Y-kromoszómák leszármazása mentén is kijelölhető a legutolsó olyan férfi, akitől az összes ma élő férfi kizárólag apai vonalon (is) származik. Őt Y-kromoszomális Ádámnak nevezik. (Természetesen neki is volt egy apja, apai nagyapja stb., akik szintén az Y-kromoszóma-őseink.) Az Y-kromoszomális Ádám időben sokkal később élt, mint a mitokondriális Éva, hiszen a szaporodásban legsikeresebb férfiaknak több utódjuk lehet, mint a szaporodásban legsikeresebb nőknek.

## Az elmélet kritikája
Újabb eredmények viszont arra utalnak, hogy olykor, kismértékben, a spermium mitokondriumai is hozzájárulhatnak az utód mitokondriális genomjához. Ebben az esetben az apai és anyai mitokondriumok génjei rekombinálódhatnak. Így a mitokondriumok talán korántsem tisztán csak anyai ágon örökítik génjeiket. E jelenség léte és mértéke máig vitatott. Ha a jelenség ritka és kismértékű, akkor a mitokondriális Évára utaló definíció, valamint a térbeli és időbeli becslések nem nagyon rosszak.

## Más lehetségesutolsó közös ősök
Génjeink messze túlnyomó többségét a sejtmagokban lévő kromoszómák DNS-e hordozza. E gének leszármazása nem kizárólag (vagy nem dominánsan) anyai ágon zajlik. Az emberiségnek e számos gén leszármazása alapján számos különböző „legutolsó közös őse” lehet, de ezek nem azonosíthatók, hiszen e gének az ivaros szaporodásban rekombinálódnak: 2 szülő, 4 nagyszülő, 8 dédszülő stb. génjeinek véletlenszerű kombinációját örököljük.